# Lucinisca muricata
Lucinisca muricata is een tweekleppigensoort uit de familie van de Lucinidae. De wetenschappelijke naam van de soort is voor het eerst geldig gepubliceerd in 1798 door Spengler.